# 상보성 (분자생물학)

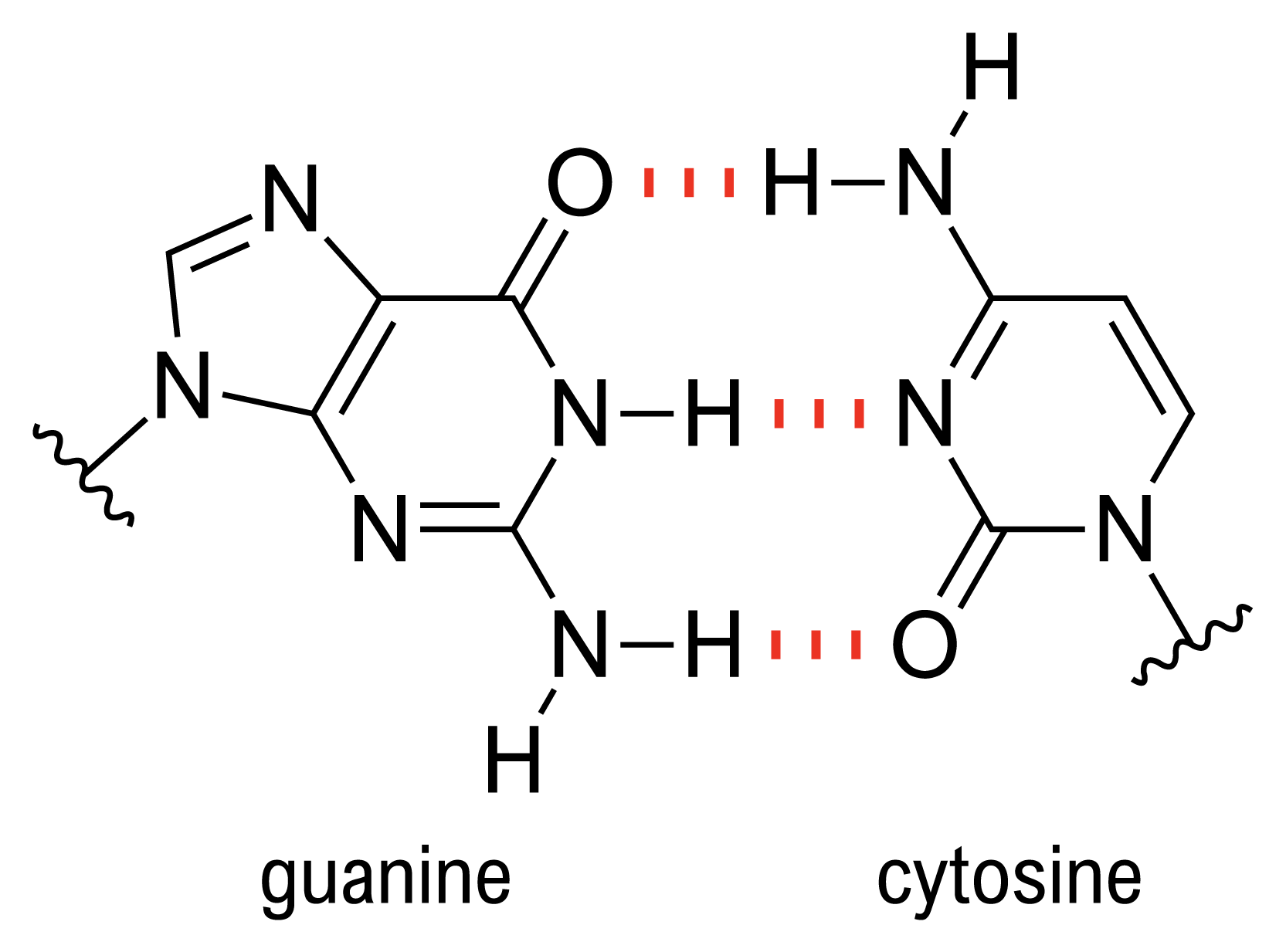
두 개의 DNA 염기인 구아닌과 사이토신 사이에 3개의 수소 결합(점선)이 형성됨을 보여준다.

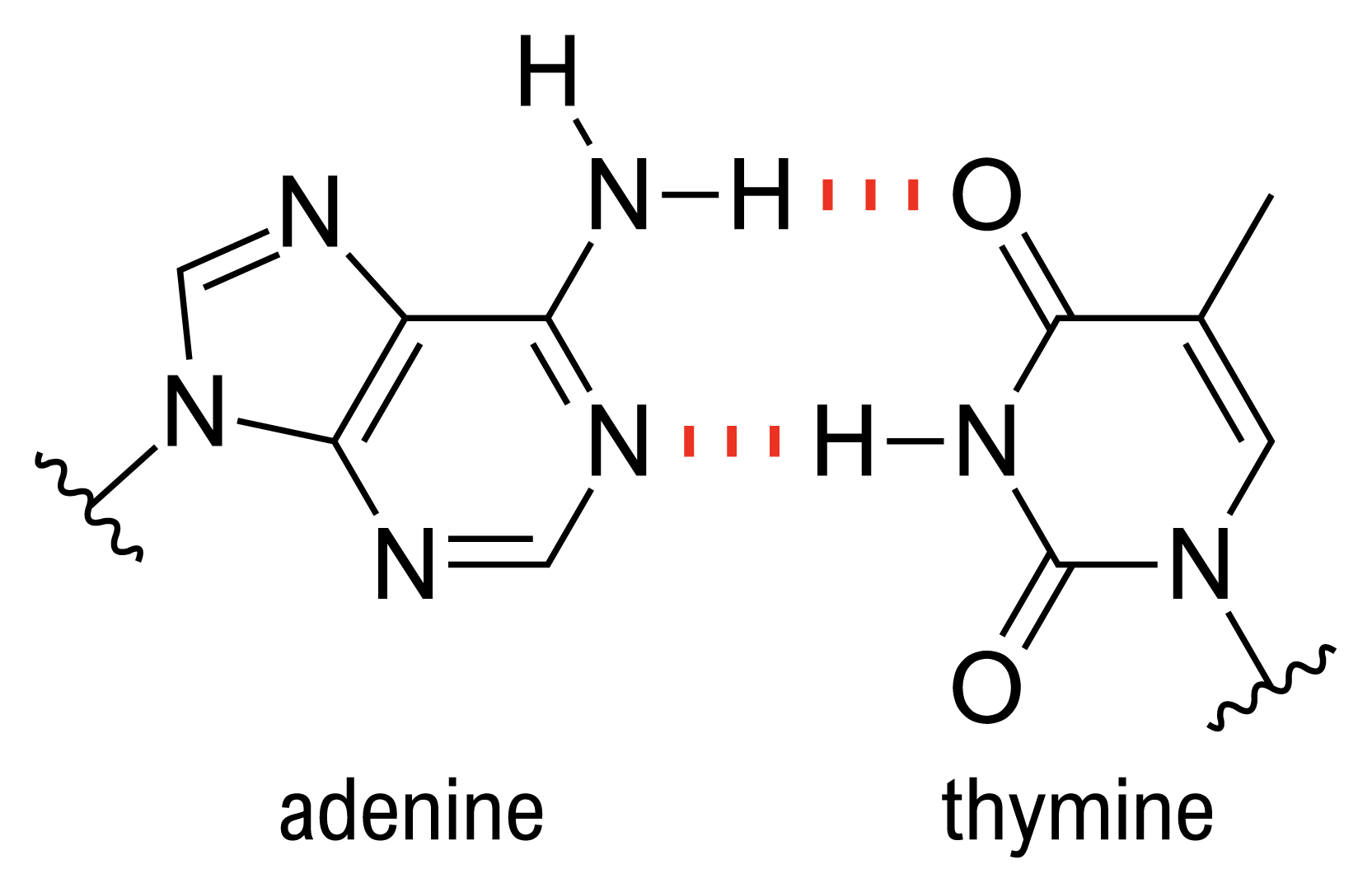
두 개의 DNA 염기인 아데닌과 티민 사이에 2개의 수소 결합(점선)이 형성됨을 보여준다.

상보성(相補性, 영어: complementarity)은 분자생물학에서 각각 자물쇠와 열쇠 원리를 따르는 두 구조 사이의 관계를 설명한다. 상보성은 본질적으로 DNA 복제 및 전사의 기본 원리이다. 상보성은 두 DNA 가닥 또는 RNA 가닥 서열 사이에 공유되는 특성으로, 서로 역평행하게 배치될 때 서열의 각 위치의 상보적인 염기들은 서로 수소 결합으로 연결되는 데 아데닌(A)과 티민(T) (RNA에서는 유라실(U)) 사이에는 2개의 수소 결합이, 구아닌(G)과 사이토신(C) 사이에는 3개의 수소 결합이 형성된다. 이러한 상보적인 염기쌍을 통해 세포는 한 세대에서 다른 세대로 유전 정보를 복사하고, 염기 서열에 저장된 정보의 손상을 찾아내서 복구할 수 있다.

## 같이 보기
- 염기쌍